# Diphyus politus
Diphyus politus är en stekelart som först beskrevs av Wesmael 1855.  Diphyus politus ingår i släktet Diphyus och familjen brokparasitsteklar. Inga underarter finns listade i Catalogue of Life.